# リサ・パートナーズ
株式会社リサ・パートナーズは、日本の投資銀行ビジネスを行う企業。銀行ではない。社名の｢リサ｣は、「誠実に、均衡のとれた創造性豊かな投融資とアドバイザリー機能を提供します」という意味の英語「Real Integrated Solution and Advisory」の略。ケネディクス・クリード・ダヴィンチアドバイザーズなどと同様、国内におけるプロフェッショナルベンチャー系不動産金融、いわゆる不動産系投資ファンド会社としての側面も持つ。

## 概要
企業投融資、債権投資、不動産投融資、各種証券化事業、各種再生事業、ファンド組成・運営、M&Aアドバイザリー業務等を行う。元々は不良債権デューデリジェンス事業から出発した会社である。また、過去にはジョージ・ソロス系の不動産投資会社であるソロス・リアルエステート・インベスターズと提携し、国内不動産の共同投資を手がけていた。

現在では、国内各地の180を超える地方銀行等と強固なネットワーク基盤を持っており、企業価値向上ファンド（リサ・コーポレート・ソリューション・ファンド）や多数の地域経済再生ファンドを組成している点が特徴。中小企業整備基盤機構が出資する地域官民一体型ファンドは、これまでに17件組成し、運営している。

昨今では日本政策投資銀行と地域経済の活性化に関する業務協力協定を締結し、地域経済活性化支援機構とともに観光活性化マザーファンドを組成している。

設立から6年弱で東証マザーズへ上場、その後2年経たないうちに東証1部指定変えと、極めて早いテンポで成長。

2009年2月に、NECキャピタルソリューションとの資本業務提携を実施。2010年10月には、NECキャピタルによる株式公開買い付け（TOB）が実施され、完全子会社化・上場廃止されることとなった。

なお、NECキャピタルの決算資料上、2012年12月期において、営業損益が黒字化されている。

## 主な支援企業実績
- やしお債権回収（あしぎんフィナンシャルグループより買収）
- 武蔵野興業
- 新歌舞伎座
- 旅籠屋
- 國場組
- モンテカルロ
- 犀北館
- アルピコグループ
- 寶組（計画が頓挫し売却、その後上野イーストタワーが建った）
- マルヤ
- マリンポリス
- ハーティウォンツ
- 卑弥呼